# Piège (film, 1970)
Pour les articles homonymes, voir Piège.
Pour plus de détails, voir Fiche technique et Distribution.
Piège est un film français réalisé par Jacques Baratier, sorti en 1970.

## Fiche technique
- Titre français : Piège
- Réalisation : Jacques Baratier
- Scénario : Jacques Baratier, Ornella Volta et Odilon Cabat
- Photographie : Georges Barsky
- Son : Séverin Frankiel
- Musique : François Tusques
- Société de production : Argos Films
- Pays d'origine : France
- Genre : thriller
- Durée : 58 minutes
- Date de sortie : 11 mars 1970

## Distribution
- Bernadette Lafont : La première voleuse
- Bulle Ogier : La seconde voleuse
- Jean-Baptiste Thierrée : Le jeune homme
- Fernando Arrabal : Le vendeur de pièges
- Jackie Raynal : La femme torturée

## Autour du film
- Parce que l'une incarnait ici la féminité absolue et l'autre avait plus l'air d'un garçon manqué, Jacques Baratier surnomma respectivement Bulle Ogier et Bernadette Lafont "la bergère et le ramoneur" durant le tournage[1].